# Miklós Szabó (athlète)
Pour les articles homonymes, voir Szabó et Miklós Szabó.
Dans le nom hongrois Szabó Miklós, le nom de famille précède le prénom, mais cet article utilise l’ordre habituel en français Miklós Szabó, où le prénom précède le nom.
Miklós Szabó  ([ˈmikloːʃ], [ˈsɒboː]), né le 6 décembre 1908 à Budapest et décédé le 3 décembre 2000 dans la même ville, est un athlète hongrois, spécialiste des courses de demi-fond.

## Biographie
Lors des premiers Championnats d'Europe d'athlétisme, en 1934 à Turin, Miklós Szabó remporte la médaille d'or du 800 mètres dans le temps de 1 min 52 s 0, même temps que le favori italien Mario Lanzi, désigné finalement deuxième de la course. Le Hongrois s'adjuge par ailleurs la médaille d'argent de l'épreuve du 1 500 mètres, derrière l'Italien Luigi Beccali. Aux Jeux olympiques de 1936, à Berlin, il se classe septième du 1 500 m (3 min 53 s 0), et est éliminé en demi-finale du 800 m.
Deux mois après les Jeux, Miklós Szabó améliore le record du monde du 2 000 mètres de Jules Ladoumègue en réalisant le temps de 5 min 20 s 4 à Budapest. L'année suivante, en 1937, il s'adjuge le record mondial du 2 miles (8 min 56 s 0 à Budapest), ainsi que le record d'Europe du 1 500 m (3 min 48 s 6) que détenait Luigi Beccali depuis la saison 1933.

### Palmarès
| Date | Compétition           | Lieu   | Résultat | Performance |
| ---- | --------------------- | ------ | -------- | ----------- |
| 1934 | Championnats d'Europe | Turin  | 1er      | 800 m       |
| 1934 | Championnats d'Europe | Turin  | 2e       | 1 500 m     |
| 1936 | Jeux olympiques       | Berlin | 7e       | 1 500 m     |

### Records
| Épreuve | Performance  | Lieu     | Date           |
| ------- | ------------ | -------- | -------------- |
| 800 m   | 1 min 52 s 0 | Turin    | 1934           |
| 1 500 m | 3 min 48 s 6 | Budapest | 3 octobre 1937 |